# Швенкбратен
Шве́нкбратен (нем. Schwenkbraten — «перевёрнутое жаркое») — типичное в Рейнской области и Пфальце мясное блюдо. Представляет собой большие куски предварительно замаринованной в течение суток свинины, обычно шейки, которые для зажаривания подвешивают над открытым огнём из буковых дров и периодически переворачивают. Порционный кусок швенкбратена весит 100—300 г и имеет толщину до трёх сантиметров. Приготовленный швенкбратен имеет поджаристую корочку, но остаётся сочным внутри. Для приготовления швенкбратена существует специальный швенк-гриль — треножник с подвесной жаровней. Розничная торговля предлагает готовое замаринованное мясо для швенкбратена. Швенкбратен часто готовят на ярмарках и народных праздниках.